# Bolitophila maculipennis
Bolitophila maculipennis is een muggensoort uit de familie van de Bolitophilidae. De wetenschappelijke naam van de soort is voor het eerst geldig gepubliceerd in 1836 door Francis Walker.